# Saltibarsciai
El Saltibarsciai, també nomenat borsx fred, (en lituà: Šaltibarščiai, en polonès: Chlodnik Litewski, en rus: Kholodnik) és una sopa tradicional de la cuina belarussa, de Letònia, de Lituània, de Polònia, i també de la de Rússia. Es tracta d'una varietat freda del borsx. Els seus noms nacionals deriven del fet que la sopa se serveix tradicionalment freda.

## Característiques
La seva preparació comença amb l'ús de remolatxes que són picades finament amb les seves fulles. Després d'haver estat refredada acostuma a servir-se amb crema agra, quefir o iogurt (segons les preferències regionals). S'afegeixen a la sopa algunes verdures com ara anet o julivert. La sopa té un color rosat característic que varia d'intensitat segons la varietat de la remolatxa emprada.